# Elsie Randolph
Elsie Randolph (Londra, 9 dicembre 1904 – Londra, 15 ottobre 1982) è stata un'attrice inglese.
Ha recitato al cinema e in teatro ed è stata anche cantante e ballerina. La si ricorda accanto a Jack Buchanan in vari musical e a teatro.

## Filmografia parziale
- Ricco e strano (Rich and Strange), regia di Alfred Hitchcock (1932)
- Frenzy (Frenzy), regia di Alfred Hitchcock (1972)

## Teatro
- Sunny (Sunny) (1925)